# Abaz (Musikproduzent)
Abaz (* 20. September 1988 in Hannover; bürgerlich Imran Abbas) ist ein deutscher Musikproduzent. Er arbeitete unter anderem mit national sowie international bekannten Interpreten wie Tory Lanez, G-Eazy, PartyNextDoor, Nico Santos, Rea Garvey, Kool Savas, Summer Cem, Apache 207, Guè Pequeno oder Samy Deluxe zusammen. Er wurde 2011 bei den Hiphop.de Awards als „Bester Produzent national“ ausgezeichnet.

## Produktionen
Die folgende Liste enthält Interpreten, für die Abaz Titel produziert hat:
- 18 Karat
- Afrob
- ASD
- Apache 207
- Azad
- Azet
- Bizzy Montana
- Bonez MC
- Celo & Abdi
- Culcha Candela
- D-Bo
- Farid Bang
- Favorite
- Gzuz
- Haftbefehl
- Jeyz
- Kaisaschnitt
- Kay One
- KC Rebell
- Kollegah
- Kontra K
- Kool Savas
- LGoony
- Massiv
- Nazar
- RAF Camora
- Rea Garvey
- Rohff
- Silla
- Summer Cem
- Samy Deluxe
- T-Pain
- Zuna

## Diskografie
- 2007: Down, Gefährlich, Mädchenklo und Outro auf Sans Souci von D-Bo
- 2008: 3 Affen auf Therapie vor dem Album von RAF Camora
- 2009: NazarFakker auf Paradox von Nazar
- 2009: Alle guten Dinge sind 3 auf Mukke aus der Unterschicht 3 von Bizzy Montana
- 2009: Intro (Sony Rechtsabteilung), Welcome to the Ghetto, NaNaNaNa, Original Massiv, Das ist die Straße, Ibrahim und Bilal und My Life auf Der Ghettotraum in Handarbeit von Massiv
- 2009: Sag ihnen auf Nächster Stopp Zukunft von RAF Camora
- 2010: Klick Klick Boom auf Asphalt Massaka 2 von Farid Bang
- 2010: Immer wenn es regnet, Welt des Scheinens und Scheizz auf alle auf Azphalt Inferno II von Azad
- 2010: Unsterblich auf Artkore von Nazar und RAF Camora
- 2010: So traurig wie die Beerdigung eines Matrosen, Mein Anwalt, Was sie wollen das sollen sie kriegen, Was soll das sein hier? und Weil der Sucka es so will auf Der böse Mann von Kaisa
- 2010: Jeden Tag Wochenende und Narben bleiben auf Azzlack Stereotyp von Haftbefehl
- 2010: Traumatisiert auf Therapie nach dem Album von RAF Camora
- 2010: Original und Outro auf Feierabend von Summer Cem
- 2010: Illegal auf Dreckig, eisern & loyal von Twin
- 2010: Ruhe vor dem Sturm auf Inedit 2003–2010 von RAF Camora
- 2011: Diverse auf Blut gegen Blut II von Massiv
- 2011: Bandenkrieg und In meinem Himmel auf Silla Instinkt von Silla
- 2011: Letzter Tag auf Christoph Alex von Favorite
- 2011: Diverse auf Nackenklatscher von Beirut
- 2011: Drugs in den Jeans, Bossaura, Kokayne & Cosmopolit auf Bossaura von Kollegah
- 2011: Deepthroat (Abaz Remix) auf Maskulin Mixtape Vol. 1 von DJ Gan-G, Fler, G-Hot & Silla
- 2011: Diverse auf Eine Kugel reicht nicht von Massiv
- 2011: Bossaura Street EP von Kollegah
- 2012: IHNAMG (Ihr Habt Nicht An Mich Geglaubt) auf Kanackis von Haftbefehl
- 2012: IHNAMG (Ihr Habt Nicht An Mich Geglaubt) (Abaz Remix), & Narcotic Traffic (Abaz & KD Beats Remix) auf Kanackis Limited Edition von Haftbefehl
- 2012: 100 000 Kilometer & Engel auf Gift von Bizzy Montana
- 2012: Prince of Belvedair & Besser im Bett auf Prince of Belvedair von Kay One
- 2012: Medaille, Glück im Unglück & Wie Godzilla auf Wiederbelebt von Silla
- 2012: Solange mein Herz schlägt Part 2 & Wir vermissen dich auf Solange mein Herz schlägt von Massiv
- 2013: Intro, Locker Easy & Welcome to the Jungle auf Blockplatin von Haftbefehl
- 2013: Welche deutsche Crew ist besser? auf Jung, brutal, gutaussehend 2 von Kollegah & Farid Bang
- 2013: Rotterdam auf Azzlack Kommandant (Juice Exclusive EP) von Haftbefehl
- 2013: Ausbruch & German Dream auf Ob du willst oder nicht von Sinan G
- 2013: Diverse auf Blut gegen Blut III von Massiv
- 2013: Rap Syndikat auf Reich der Schatten von Westberlin Assassin
- 2013: Champagner für alle, Was geht heut Nacht, Body Language, Schwere Zeit & Mittelpunkt des Abends auf Hallo Monaco von Capo
- 2014: Lydia auf Slumdog Millionär von Kurdo
- 2014: Goodfellas auf Killa von Farid Bang
- 2014: Sag ihnen & Beatlefield Allstars 3.5 auf Zodiak von RAF Camora, Chakuza & Joshi Mizu
- 2014: AMG von Milonair & Haftbefehl
- 2014: Risiko, Bleib mal locker, Lan & Mon Digga auf AMG von Milonair
- 2014: Gute Miene, böses Spiel & Augen auf Beastmode von Animus (Rapper)
- 2014: Money Boy & Bounce auf Rebellution von KC Rebell
- 2014: Einer muss es ja tune auf Einer muss es ja tune von 4tune
- 2014: Strom auf Nirgendwer von Sierra Kidd
- 2014: Borderliner, Ibrahimovic & Outro auf Camouflage von Nazar
- 2014: Wie neugeboren auf Juice Vol. 125 von Silla
- 2014: Kawasaki, Mafia Musik, Ich & meine Morgenlatte & AG Turbo auf HAK von Summer Cem
- 2014: Summa Summarum auf Märtyrer von Kool Savas
- 2014: Alle Lieder auf M10 von Massiv
- 2014: 1984, Cheatday, Silluminati, Wem kannst du trauen & Bandenkrieg 3 auf Audio Anabolika von Silla
- 2014: Kingz, Ghettopräsident 3, Flatrate Stress, Testosteron & Mördersound auf Jenseits von Eden 2 von Automatikk
- 2015: My Money auf Capoera von Capkekz
- 2015: Kosmischer Staub von RAF Camora auf Hip Hop lebt Vol. 3
- 2015: One Touch 2, Hallo Deutschland, Manchmal, Air Force One, Robicon Mango, Das erste Mal, Gangster Rap in Prada, Könnt ich malen & Vater auf Intravenös von Dú Maroc
- 2015: Business, Ein Signal, Maurice, Casino Royal, 7 Halal und Ajnabi Europa auf Almaz von Kurdo
- 2015: Der Himmel will mich nicht haben auf Lak Sho von Sinan-G
- 2015: Kreislauf auf Purpur von Animus
- 2015: Erfolg ist kein Glück & Bleib ruhig auf Aus dem Schatten ins Licht von Kontra K
- 2015: Asphalt Massaka 3 & Interview Gangster auf Asphalt Massaka 3 von Farid Bang
- 2015: Alles & nichts, Porzellan, Casablanca, Nicht mehr normal, Hasso und Auf dem Weg auf Fata Morgana von KC Rebell
- 2015: Green Berlin Kinderzimmer auf Stimmenbruch von BattleBoi Basti
- 2015: Alle Lieder auf Ein Mann ein Wort 2 von Massiv
- 2015: Bruda & Tortellini Augen auf Blockbasta von ASD
- 2015: Kille mit den Lines auf Eiskalter Engel von PA Sports
- 2015: Kim & Futterneid auf MDMD von Joshi Mizu
- 2015: Grape auf Grape Tape von LGoony
- 2015: Karma und Vielleicht auf Machermodus von Blut & Kasse
- 2015: No Guts No Glory von Cassio Monroe
- 2015: Guck dir diese Jungs an auf Blockbasta Directors Cut von ASD
- 2015: Welcome to Candelistan, Traumwelt, Bei uns läuft auf Candelistan von Culcha Candela
- 2015: Keine Harmonie, Kalt wie Schnee, Traumfängerphase, Maskenball, Nie in Paris auf Ego von Fard
- 2015: La Famille, auf Le Rohff Game von Rohff
- 2016: Zwei Prinzessinnen auf Daemon von Laas Unltd.
- 2016: Nimm mich mit & Dreckige Finger auf Cemesis von Summer Cem
- 2016: Wärst du noch geblieben, Pussy und Was du denkst auf Summer der Hammer Kapitel I EP von Summer Cem
- 2016: Gewalt & Brecheisen, Die üblichen Verdächtigen, Abu Dhabi Lifestyle, Star, Outro, Xariji, Halbmond (Remix) und Sherazade (Remix) auf Verbrecher aus der Wüste von Kurdo
- 2016: Etwas Gutes & Rapshit auf Onkel Pillo von Pillath
- 2016: Diemak auf Juice Vol. 133 von Kontra K
- 2016: Ghost auf Juice Vol. 133, Mein Leben, Hero von RAF Camora
- 2016: Sommertagstraum von Stereoact
- 2016: Hassliebe von Massiv
- 2016: Gun macht Bang von Alpa Gun
- 2016: Misanthrop, Blaulicht von Fard
- 2016: Wenn ich groß bin, One Man Show, Mein Song, Weit Weg, Oh Gott von Afrob
- 2016: Monster von Hanybal
- 2016: La Haine Kidz, Schwarz#AMK, Hokus Pokus, Zackig die Patte, Irreversibel von Nazar
- 2016: Umsatz von Milonair
- 2016: Auf die Fresse, fertig, Los! von Pedaz
- 2016: A l´abri von TLF
- 2016: Nie wieder dispo von Jasko
- 2016: Trabajo y pacienca von Tosko
- 2016: Schutzweste von Farid Bang
- 2016: Die beste Zeit von Silla
- 2016: Sie von KC Rebell
- 2016: Anekdoten aus Istanbul 2, Surrender, Triumph, Candyman und Luftschlösser auf Essahdamus von Kool Savas
- 2017: Komm ins Café (mit Clay Beatz) von 18 Karat & Farid Bang
- 2017: Liebe macht blind von Fard
- 2017: Warlordz, Minotaurusnacken von Kollegah & Farid Bang
- 2017: Wer hat die Macht von Favorite
- 2017: Wave Back Home, Sinner von Gestört aber geil
- 2017: Footprints, Desole von Metrickz
- 2017: Side by Side von Lukas Rieger
- 2017: Money Lover von Maruego
- 2017: Murcielago, Focus von KC Rebell & Summer Cem
- 2017: Hände weg, Ausweg, Traum, Mag sein, Ist schon ok von Kurdo
- 2017: Bring mich zum Singen, Egal von Mike Singer
- 2017: In meinen Schuhen von Kontra K
- 2017: Mimmo Flow von Guè Pequeno
- 2017: I told my Girl, See me comin von T-Pain
- 2017: Trouble von PartyNextDoor
- 2017: Shine Season von Wale
- 2018: Wann hör ich endlich auf von 18 Karat
- 2018: Breakfast in the Rain von Good Weather Forecast
- 2018: Mammacita von Vegas Jones
- 2018: Company von Remy Ma
- 2018: Used To, Never be this young again, SlowMo, All i want, Won´t forget about you, Phantom, Treasure, Kiss me, Remember, Heart Skips a Beat, When The Curtains Fall von Lukas Rieger
- 2018: Beautiful Life, Is it Love, Kiss me, Hometown, Let’s be Lovers tonight, Water, Never giving up, Turn me away, Godugly World, The Answer, Lions in Cages, River so cold von Rea Garvey
- 2018: Mosaik von Nazar
- 2018: Bad Boys von Summer Cem feat. Farid Bang
- 2018: Susanne (Bibi und Tina – Staredition) von Rea Garvey
- 2018: Oh Hello von Nico Santos
- 2018: Borsello von Guè Pequeno feat. Sfera Ebbasta & DrefGold
- 2018: Oh Nein von Majoe feat. Summer Cem
- 2018: Down Chick Pt. 2 von Yhung T.O feat. G-Eazy
- 2018: Undo von RL Grime feat. Tory Lanez & Jeremih
- 2018: Money Pies von Raiche
- 2019: Deine Mutter (feat. Nessi) auf KKS von Kool Savas
- 2019: Geld verdammt (feat. Miami Yacine) auf Super Plus von Azet & Zuna
- 2019: Sex mit dir auf Platte von Apache 207

## Auszeichnungen
- 2011: Hiphop.de Award in der Kategorie „Bester Produzent national“[1]